# Tomasz Konecki
Tomasz Konecki (ur. 22 kwietnia 1962 w Warszawie) – polski reżyser.

## Życiorys
Absolwent Wydziału Fizyki Uniwersytetu Warszawskiego (1987) i studiów doktoranckich w Polskiej Akademii Nauk. Współpracował z TVP1, w latach 90. XX wieku, reżyserując kilkadziesiąt filmów dokumentalnych oraz prowadząc program Swojskie klimaty.

## Filmografia

### Reżyseria
- Pół serio (2000)
- Ciało (2003)
- Tango z aniołem (2005-2006)
- Testosteron (2007)
- Lejdis (2008)
- Idealny facet dla mojej dziewczyny (2009)
- Piąty Stadion (2012-2014)
- Dwoje we troje (2016)
- Listy do M. 3 (2017)
- Całe szczęście (2019)
- Klątwa (2023)

### Aktor
- Pół serio (2000)